# 莫氏南鰍
莫氏南鰍（學名：Schistura mobbsi）為輻鰭魚綱鯉形目條鰍科南鰍屬的其中一種。分布於亞洲越南太原省Phuong Hoang洞穴流域，棲息在洞穴底層水域，生活習性不明。